# Gabriela Šalev
Gabriela Šalev (hebrejsky: גבריאלה שלו, narozena 19. srpna 1941) je izraelská právnička a bývalá stálá zástupkyně Izraele při Organizaci spojených národů (OSN).

## Biografie
Narodila se v Tel Avivu v mandátní Palestině. V roce 1959 nastoupila povinnou vojenskou službu v Izraelských obranných silách, kterou ukončila v roce 1961 v hodnosti poručice. Poté studovala práva na Hebrejské univerzitě v Jeruzalémě, kde získala v roce 1966 titul bakalářka (LL.B), v roce 1969 titul magistra (LL.M) a nakonec titul doktorka práv v roce 1973. Její manžel zahynul během jomkipurské válce téhož roku, a tak musela sama vychovávat dvě děti.
V letech 1964 až 1966 pracovala jako úřednice u Nejvyššího soudu. V roce 1967 pracovala v právním oddělení Židovské agentury. V roce 1968 byla přijata do Izraelské asociace právníků. Od roku 1964 vyučuje na Právnické fakultě Hebrejské univerzity a od roku 1968 je profesorka. Byla hostující profesorkou na řadě zahraničních univerzit: Temple Law School, Filadelfie v roce 1975, Boston College School of Law v roce 1976 a 1981, Tulane Law School v roce 1988, Glasgow Law School v roce 1991, Toronto University v roce 1993, Leuven University v roce 1996 a Friburg University v roce 1998. Mimo to byla členkou velkého množství komisí, za všechny například členkou akademické komise Open University v letech 2001 až 2004.
Je považovaná za přední izraelskou expertku v oblasti smluvního práva a veřejných zakázek. Napsala devět knih a více než sto článků v hebrejštině a angličtině, většinou v oblasti smluvního práva. Mezi její publikace patří mimo jiné: Law of Contract (2. vydání, 1995, hebrejsky), Contract Law, Israel, The Law of Government Procurement (1999, hebrejsky), Public Procurement Contracts in Israel (1997), Public Procurement Law Review.
Byla rovněž členkou různých správních rad, jmenovitě například správní rady deníku Maariv, Izraelského demokratického institutu, Jeruzalémského institutu Van Leera, Izraelské energetiky, banky Hapoalim či společnosti Teva Pharmaceutical Industries.
Dne 24. června 2008 byla tehdejším premiérem Ehudem Olmertem a ministryní zahraničí Cipi Livniovou nominována na post stálého izraelského zástupce při OSN a v této funkci nahradila Dana Gillermana. V roce 2010 ji ve funkci vystřídal Meron Reuben.